# Oligodendrocit
Oligodendrociti (v grščini celice z malo vejami) oziroma oligodendroglije so vrsta nevroglijskih celic. Njihova glavna funkcija je izolacija aksonov v osrednjem živčnem sistemu višjih vretenčarjev. Posamezen oligodendrocit lahko obdaja do 50 aksonov, pri čemer tvori mielinski ovoj, dolžine okoli 1 mm okoli vsakega aksona.

## Morfologija
Oligodendrociti se od astrocitov ločijo v številnih značilnostih, natančneje v manjši velikosti, večji gostoti citoplazme in jedra, odsotnosti intermediarnih filamentov in glikogena v citoplazmi ter prisotnosti mikrotubulov med različnimi procesi, ki verjetno sodelujejo pri stabilnosti oligodendrocita.
Butt in sodelavci razlikujejo štiri tipe oligodendrocitov glede na morfologijo ter velikost ali debelino mielinskega ovoja, ki ga tvorijo:
- tip I, za katerega je značilna majhna velikost ter tvorba kratkih in tankih mielinskih ovojev okoli 15-30 aksonov majhnega premera,
- tip II in III, ki sta intermediarna med tipom I in IV glede na velikost in tvorbo mielina ter
- tip IV, ki je med vsemi tipi največji po velikosti in tvori debele mielinske ovoje okoli 1-3 aksonov velikega premera.

Mori in Leblond razlikujeta tri tipe oligodendrocitov, in sicer svetle, srednje in temne, pri čemer imajo temni najgostejšo citoplazmo. Na osnovi timidina, označenega s tritijem, iz corpus callosuma (struktura v sesalčevih možganih, ki povezuje in olajšuje komunikacijo med levo in desno hemisfero) mladih podgan, naj bi se svetli tip najpogosteje delil in skozi čas do zrelega stanja postal temni.

## Funkcije
Kot vse glialne celice tudi oligodendrociti podpirajo delovanje nevronov. V centralnem živčnem sistemu mielinizirajo odseke nevronov in s tem omogočajo hitrejše prevajanje akcijskega potenciala, podobno kot Schwannove celice v perifernem živčnem sistemu.
Posebna vrsta oligodendrocitov so satelitski oligodendrociti, ki se od prvih razlikujejo v funkciji. Na nevrone niso pritrjeni in tako ne služijo izolacijski funkciji, pač pa ostajajo blizu nevronov in uravnavajo zunajcelično tekočino.

## Patologija
Posledice poškodb oligodendrocitov so razne demielinizacijske bolezni, kot so multipla skleroza in levkodistrofija. Periventrikularna levkomalacija je posledica poškodb oligodendrocitov v razvoju v področju možganskih prekatov. Pri slednji bolezni ter poškodbah hrbtenjače in verjetno multipli sklerozi je domnevano, da poškodbe oligodendrocitov povzročajo preveliko izločanje nevrotransmiterja glutamata. Disfunkcije oligodendrocitov so lahko vključene tudi v patofiziologijo shizofrenije in bipolarnih motenj. Oligodendrociti so tudi dovzetni za okužbo z JC virusi (John Cunningham virusi, JCV), ki povzročijo progresivno multifokalno levkoencefalopatijo (PML), pri čemer gre v splošnem za vnetje bele substance možganov.